# Anthaxia passerinii
Anthaxia passerinii (häufig auch unkorrekt Anthaxia passerini geschrieben) ist ein Käfer aus der Familie der Prachtkäfer und der Unterfamilie Buprestinae. Die Gattung Anthaxia ist in Europa mit vier Untergattungen vertreten, Anthaxia passerinii wird zur Untergattung Anthaxia s. s. gerechnet, die in Europa mit 47 Arten vertreten ist. Die Arten der Anthaxia passerinii-Gruppe sind am nächsten mit den Arten der Anthaxia candens-Gruppe verwandt.
Der Käfer kommt in Mitteleuropa nicht vor.

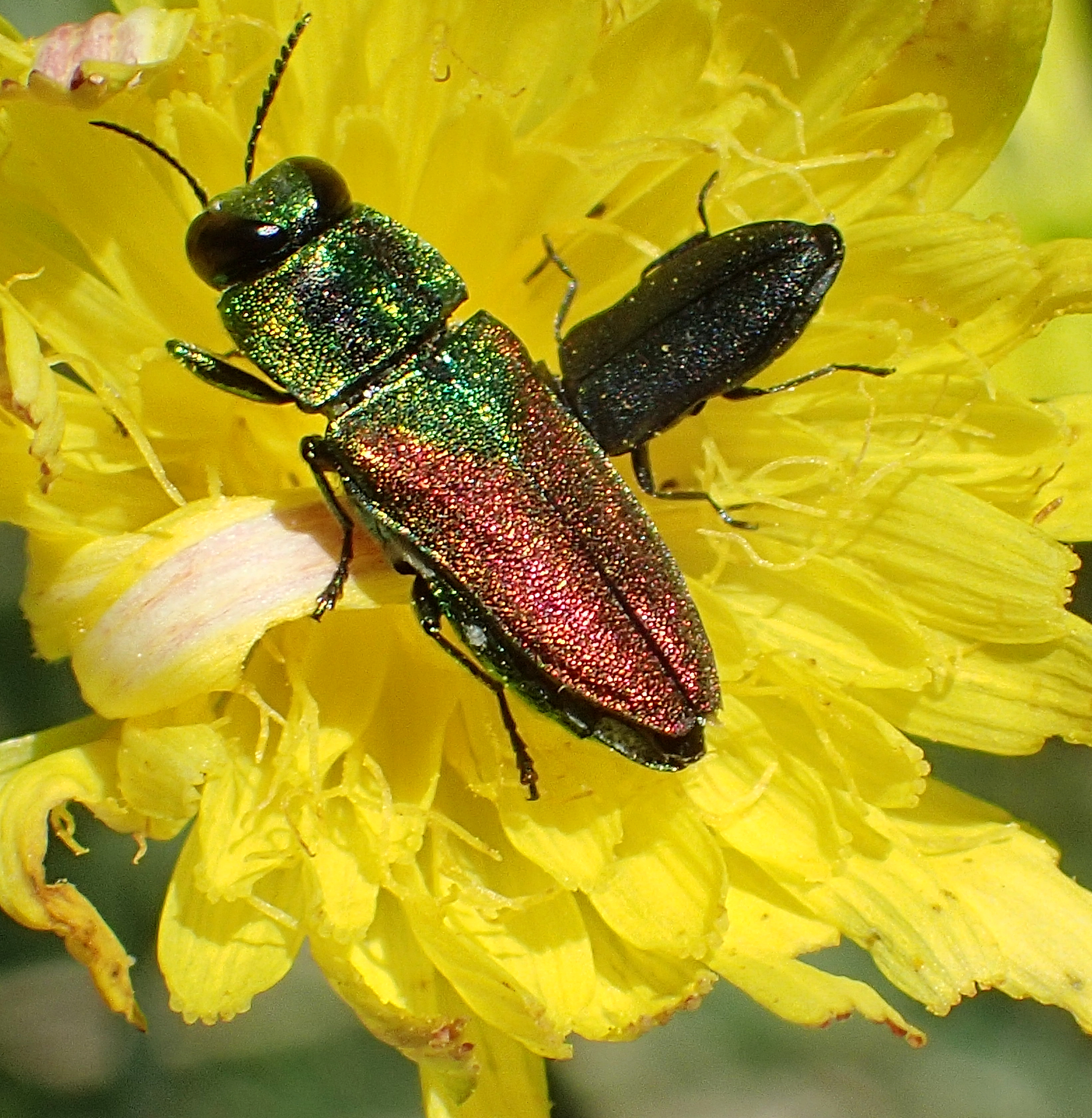
Abb. 1: Aufsicht

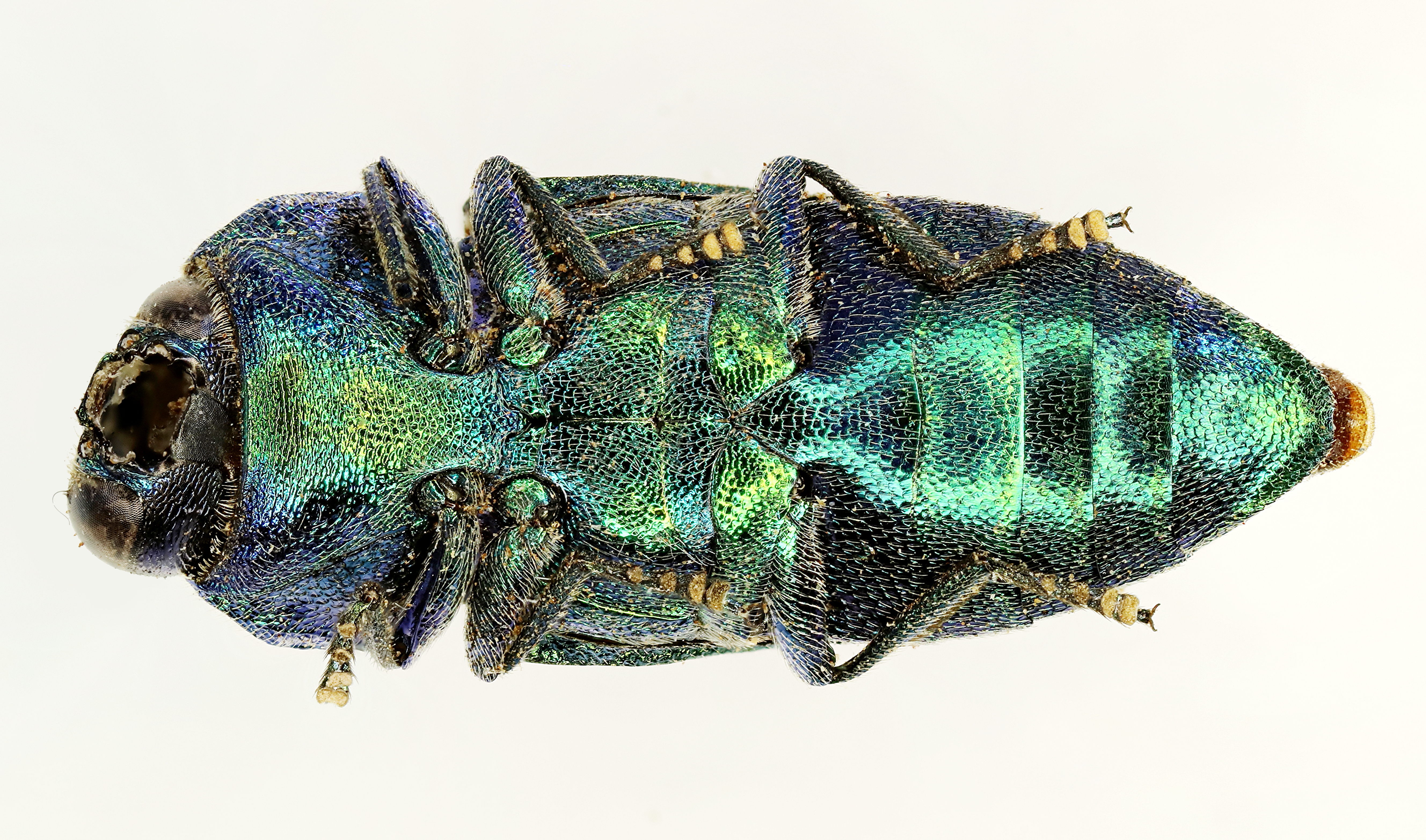
Abb. 2: Beschädigtes Exemplar, Unterseite

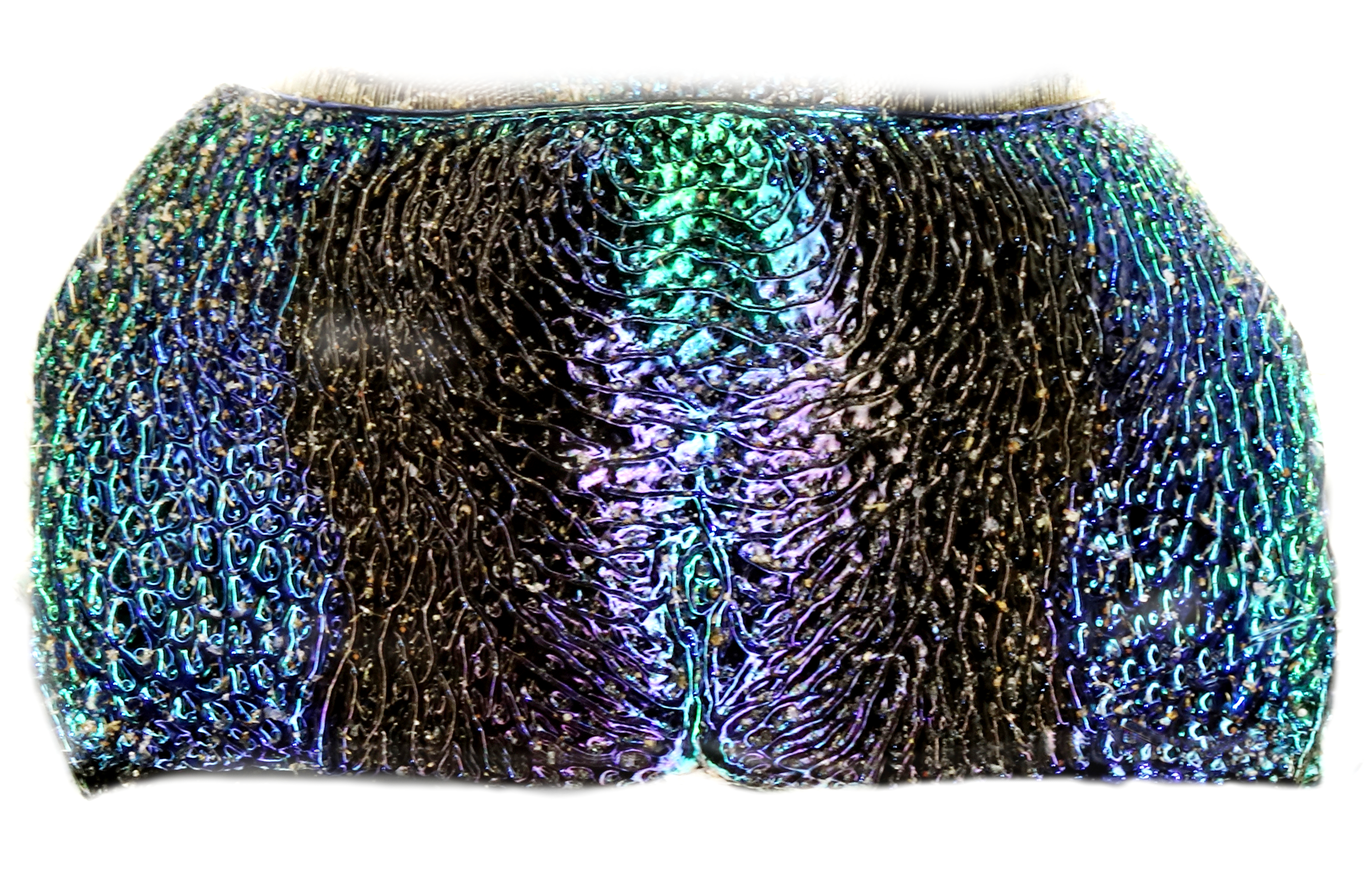
Abb. 3: Halsschild

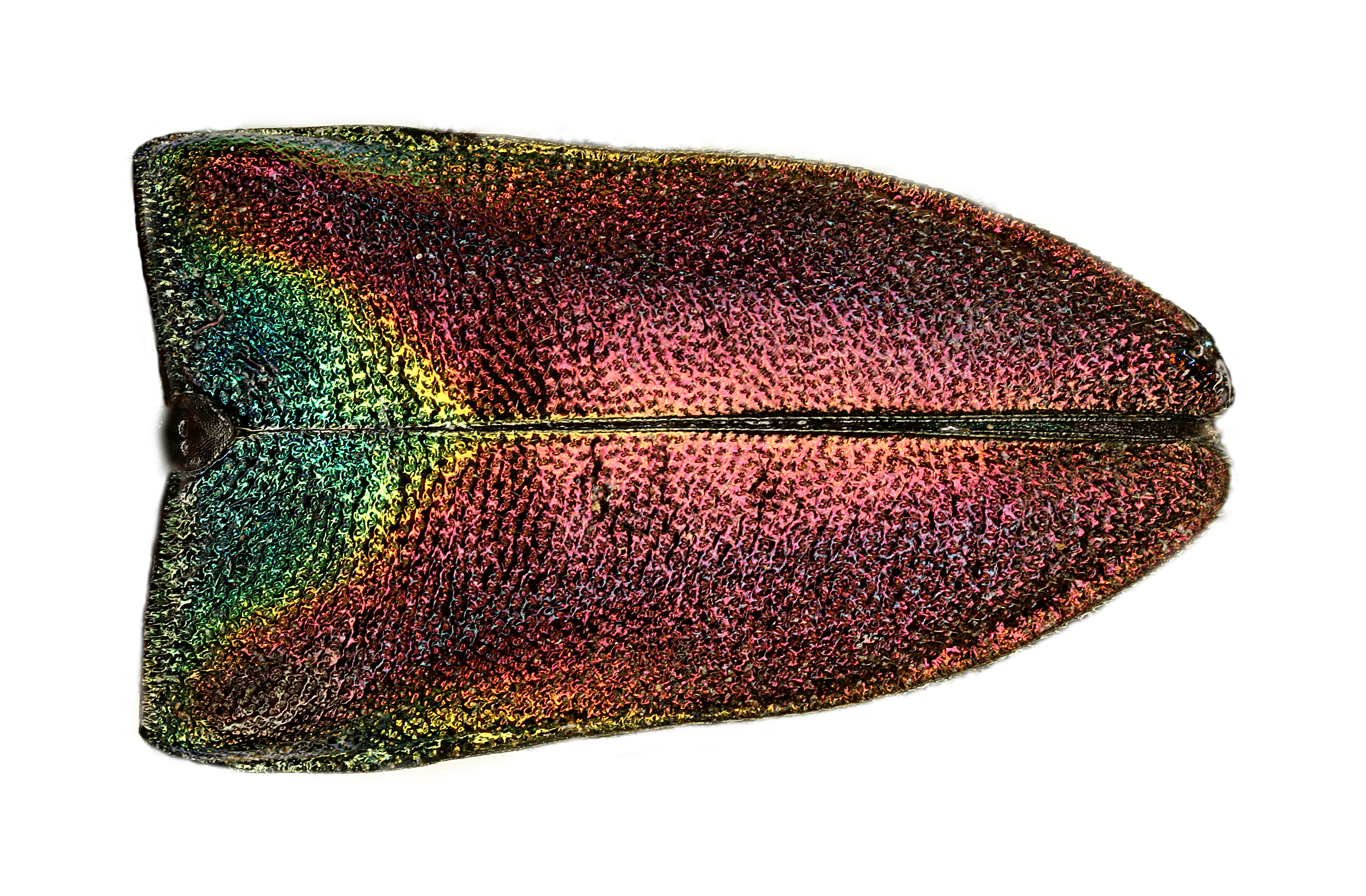
Abb. 4: Flügeldecken

## Bemerkungen zur Erstbeschreibung und zu Synonymen
Der Käfer wurde von Vittorio Pecchioli bei Florenz gefangen. Pecchioli erwähnt es in der Beschreibung der Käfers nicht explizit, aber vermutlich ist der Käfer nach dem Zeitgenossen Pecchiolis, Carlo Passerini, Koleopterologe und Kurator am Kaiserlichen und Königlichen Museum für Physik und Naturgeschichte von Florenz (heute Museo di Storia Naturale), benannt. Die Beschreibung des Käfers schickte Pecchioli nach Paris an die Entomologische Gesellschaft von Frankreich. In den Annalen der Gesellschaft wurde die Beschreibung 1837 veröffentlicht.
Synonyme sind keine bekannt.

## Eigenschaften des Käfers
Der Käfer ist mit knapp sechs bis acht Millimetern Länge und etwa zwei Millimetern Breite ein relativ großer Vertreter der Gattung. Er gehört zu den flachen Arten. Unter den vielen ähnlichen Arten der Gattung zeichnet sich der bunte Käfer durch die klare Abtrennung der verschieden gefärbten Bereiche gegeneinander aus. Der Kopf ist goldgrün bis goldblau, der Halsschild von gleicher Farbe mit zwei schwarzen, undeutlich abgegrenzten Längsbinden, die Flügeldecken kupferrot mit einem relativ scharf abgegrenzten grünen Dreieck, dessen Basis mit der Basis der Flügeldecken zusammenfällt und dessen Spitze auf der Flügeldeckennaht etwas vor dem ersten Drittel liegt. Eine ähnliche Färbung haben unter anderen zumindest bei einem Geschlecht Anthaxia semicuprea, Anthaxia croesus, Anthaxia olympica, Anthaxia praeclara, Anthaxia salicis, Anthaxia fulgurans, Anthaxia suzannae und Anthaxia scutellaris. Im Unterschied zu der Mehrheit der Arten der Gattung sind Männchen und Weibchen gleich gefärbt.
Der Kopf ist nach unten geneigt. Er ist dicht fein weiß behaart und sehr dicht fein punktiert. Die Augen sind groß und dunkel. Der Abstand vom Augenhinterrand zum Halsschild ist sehr klein. Die elfgliedrigen, schmalen und nach innen gesägten Fühler sind kurz, sie reichen nur bis zur Mitte des Halsschilds.
Die Oberlippe ist zweilappig, die kräftigen Oberkiefer sind stark gebogen und spitz zulaufend. Auf ihrer Innenseite sitzt ein großer stumpfer Zahn. Die viergliedrigen Kiefertaster sind fadenförmig, das Endglied walzenförmig und abgestutzt. Das letzte Glied der dreigliedrigen Lippentaster ist ebenfalls walzenförmig und abgestutzt.
Der Halsschild  (Abb. 3) ist 1,9 mal so breit wie lang. Die Seiten sind stark gerundet und an der Hinterecke etwas aufgebogen. Die ebenfalls feine Punktierung ist nicht gleichmäßig. Die Punkte sitzen an den Seiten einzeln in rundlichen Zellen mit Granula, längs der Mitte sind jeweils mehrere Punkte zwischen Querrunzeln angeordnet, dazwischen verlaufen die Runzeln bogenförmig nach vorn geöffnet bis längs. In der Mitte des Halsschilds befindet sich ein flacher Längseindruck, der von zwei verschwommen schwarzen Bändern flankiert ist, die parallel zueinander verlaufen.
Das Schildchen ist relativ groß, schwarz und dreieckig bis leicht herzförmig.
Die Flügeldecken (Abb. 4) sind im Vergleich zu ähnlichen Arten relativ kurz und nach hinten zugespitzt. Sie sind 1,65 bis 1,7 mal so lang wie zusammen breit. Die Seiten der Flügeldecken sind leicht geschwungen gerandet und der Rand gegen Ende fast unmerklich gesägt (in Abb. 4 bei voller Vergrößerung rechts oben deutlich erkennbar). Auch auf den Flügeldecken sind die Käfer dicht und fein punktiert, wobei kleine Querrunzeln resultieren, die jedoch viel schwächer ausgeprägt sind als auf dem Halsschild. Von den Basispunkten des grünen Dreiecks aus verläuft auf jeder Flügeldecke bis fast zur Flügelspitze eine geschwungene flache Rinne, die zwischen den Rinnen liegende Fläche liegt etwas erhöht. Nicht nur das Dreieck an der Basis der Flügeldecken, sondern auch der Seitenrand der Flügeldecken ist zumindest im vorderen Bereich grün, ebenso der angrenzende Bereich unter den Schultern und dahinter.
Die gesamte Unterseite ist leuchtend goldgrün (Abb. 2). Das Analsternit ist in beiden Geschlechtern abgerundet und am Ende leicht abgestutzt, bei den Männchen stärker als bei den Weibchen.

## Biologie
Die Larven entwickeln sich in Wacholder und Zypressen. Nadelhölzer als Wirtspflanzen sind innerhalb der Untergattung Anthaxia ungewöhnlich. Die Imagines findet man von April bis Juni häufig auf Rosen, sie wurden auch auf Wildapfel und Ruderalfauna gefunden (so auch Taxobild).
Macquart nennt die Art als Käfer der Kamille. Auch in der Erstbeschreibung von Pecchioli wird als Fundort Camomillaceae (veraltet, Kamillenähnliche) angegeben.
Bei der Untersuchung von Zypressen in Montenegro wurde die Art als sekundärer Schädling eingestuft, der bereits – etwa durch Buprestis cupressi – geschwächte oder tote Bäume befällt. Die Larve legt unter der Rinde gewundene Gänge an.

## Vorkommen
Die Art wurde zwar erstmals aus Italien aus der Gegend von Florenz beschrieben, ist in Italien heute aber selten. Das Verbreitungsgebiet erstreckt sich von Italien über die Balkanländer, Griechenland, Kleinasien, den Kaukasus bis in den Westen von Turkmenistan.